# ONE PIECE (網路劇)
《ONE PIECE》（英語：One Piece）是一部美日合製冒險奇幻網路劇，改編自日本漫畫家尾田榮一郎的同名漫畫，由麥特·歐文斯（Matt Owens）和史蒂芬·前田共同開發，明日製片室製作，伊納基·高代、新田真劍佑、艾蜜莉·路德、雅各·吉勃遜及塔茲·史蓋勒主演，2023年8月31日上線Netflix。
2023年9月15日，Netflix宣布續訂第2季。

## 演員

### 主要角色
- 蒙其·D·魯夫（Monkey D. Luffy；演員：伊納基·戈多伊）

配音：田中真弓（日本）；賈文安（台灣）
草帽海賊團的船長，是惡魔果實「橡膠果實」能力者，立志找到「ONE PIECE」，成為海賊王。
- 幼年魯夫（演員：科爾頓·奧索里奧（Colton Osorio））

配音：田中真弓（日本）；馬至慧（台灣）
- 羅羅亞·索隆（Roronoa Zoro；演員：新田真劍佑）

配音：中井和哉（日本）；王辰驊（台灣）
草帽海賊團的戰鬥員，以雙手持刀、嘴上再咬一把刀的三刀流劍術戰鬥，立志成為世界上最強的劍士。
- 幼年索隆（演員：馬克西米利安·李·皮耶薩（Maximilian Lee Piazza））

配音：浦和惠（日本）；王辰驊（台灣）
- 娜美（；演員：艾蜜莉·拉德）

配音：岡村明美（日本）；張乃文（台灣）
草帽海賊團的航海士，使用組合棍棒戰鬥，夢想是繪製出世界地圖。
- 幼年娜美（演員：莉莉·費舍爾（Lily Fisher））

配音：岡村明美（日本）；張乃文（台灣）
- 騙人布（Usopp；演員：雅各·羅美洛·吉勃遜）

配音：山口勝平（日本）；鈕凱暘（台灣）
草帽海賊團的狙擊手，擅長使用彈弓發射彈丸戰鬥，立志成為勇敢的海上戰士。
- 幼年騙人布（演員：凱文·紹拉（Kevin Saula））

配音：山口勝平（日本）；孫若薇（台灣）
- 香吉士（Sanji；演員：塔茲·史卡勒）

配音：平田廣明（日本）；張騰（台灣）
草帽海賊團的廚師，擅長使用雙腿戰鬥，立志找到傳說之海「ALL BLUE」。
- 幼年香吉士（演員：克利斯汀·康佛瑞）

配音：大谷育江（日本）；高嘉鎂（台灣）
- 多尼多尼·喬巴（Tony Tony Chopper；演員：米凱拉·胡佛（配音、面部動作捕捉））

草帽海賊團的船醫，有著藍鼻子的馴鹿，人人果實能力者。
- 納菲魯塔利·薇薇／Miss 星期三（Nefeltari Vivi / Miss Wednesday；演員：查瑞夫拉·強德蘭）

阿拉巴斯坦王國的公主，在秘密犯罪組織巴洛克華克臥底時期代號為「Miss 星期三」。
- 妮可·羅賓／Miss 星期日（Nico Robin / Miss All Sunday；演員：蕾拉·阿波娃）

巴洛克華克的副社長，考古學之島「歐哈拉」的遺孤，花花果實能力者。

### 常設角色
- 旁白配音：伊恩·麥克夏恩（美國）；大場真人（日本）；張騰（台灣）

#### 海賊
- 哥爾·D·羅傑（Gold D. Roger；演員：邁克爾·多爾曼（英语：Michael Dorman））

配音：津嘉山正種（日本）；孫中台（台灣）
羅傑海賊團船長，征服偉大的航路而被世人尊稱為「海賊王」。
- 傑克（；演員：彼得·蓋吉奧特（英语：Peter Gadiot））

配音：池田秀一（日本）；王希華（台灣）
紅髮海賊團船長，啟發魯夫成為海賊的人物。
- 年輕傑克（演員：馬特·赫靈頓（Matt Herrington））

- 斑·貝克曼（Benn Beckmann；演員：勞多·利本堡（Laudo Liebenberg））

配音：田原阿爾諾（日本）；張騰（台灣）
紅髮海賊團副船長。
- 耶穌布（Yasopp；演員：史蒂夫·馬克（Stevel Marc））

配音：小林通孝（日本）；王辰驊（台灣）
紅髮海賊團幹部，騙人布的父親。
- 拉奇·魯（Lucky Roux；演員：恩特蘭拉·摩根·庫圖（Ntlanhla Morgan Kutu））

配音：土門仁（日本）；鈕凱暘（台灣）
紅髮海賊團幹部。
- 亞爾麗塔（Alvida；演員：伊莉婭·伊索雷利斯·保利諾（Ilia Isorelýs Paulino））

配音：松岡洋子（日本）；高嘉鎂（台灣）
亞爾麗塔海賊團船長。
- 巴其（；演員：傑夫·沃德）

配音：千葉繁（日本）；鈕凱暘（台灣）
巴其海賊團船長，四分五裂果實能力者。
- 卡巴吉（Cabaji；演員：斯文·魯伊格羅克（Sven Ruygrok））

配音：遠藤守哉（日本）；張騰（台灣）
巴其海賊團參謀長。
- 克洛／克拉巴特爾（Kuro / Klahadore；演員：亞歷山大·馬尼亞蒂斯（Alexander Maniatis））

配音：橋本晃一（日本）；張騰（台灣）
表面身分為可雅的管家「克拉巴特爾」，真實身分為黑貓海賊團船長「克洛」。
- 山姆（；演員：比安卡·沃斯泰伊岑（Bianca Oosthuizen））

配音：庄司宇芽香（日本）；高嘉鎂（台灣）
黑貓海賊團船上守衛人，布奇的搭檔。原作該角為男性，本劇設定為女性。
- 布奇（；演員：阿爾伯特·普雷托里亞斯（Albert Pretorius））

配音：高戶靖廣（日本）；張至超（台灣）
黑貓海賊團船上守衛人，山姆的搭檔。
- 賈利（；演員：恩庫魯萊科·菲里（Nkululeko Phiri））

配音：小山力也（日本）；鈕凱暘（台灣）
海賊，巴拉蒂的顧客。
- 喬拉可爾·密佛格（Dracule Mihawk；演員：史蒂文·約翰·沃德（Steven John Ward））

配音：掛川裕彥（日本）；張騰（台灣）
被稱為「世界最強劍士」、「鷹眼」的海賊，「王下七武海」之一。
- 年輕密佛格（演員：西奧·勒雷（Theo Le Ray））

- 克利克（Krieg；演員：米爾頓·索爾（Milton Schorr））

配音：立木文彥（日本）；張至超（台灣）
克利克海賊團船長。本劇設定剛登場立刻被密佛格解決。
- 銀仔（；演員：利沙·巴姆（Litha Bam））

配音：小野健一（日本）；張至超（台灣）
克利克海賊團戰鬥總隊長。是海賊團裡的倖存者。
- 惡龍（；演員：麥金萊·貝爾徹三世）

配音：東地宏樹（日本）；王希華（台灣）
惡龍海賊團船長，強壯、冷酷的魚人。
- 克羅歐比（Kuroobi；演員：詹德瑞·勒魯（Jandre le Roux））

配音：江川央生（日本）；賴緯（台灣）
惡龍海賊團幹部，惡龍的副手。
- 啾（；演員：倫-巴里·西蒙斯（Len-Barry Simons））

配音：小野坂昌也（日本）；張至超（台灣）
惡龍海賊團幹部。
- 東利（；演員：維爾納·庫澤）

巨兵海賊團兩位船長之一。
- 布洛基（Brogy；演員：布倫丹·莫里（Brendan Murray））

巨兵海賊團兩位船長之一。
- 傑斯（；演員：馬克·潘衛爾（Mark Penwill））

白鐵海賊團幹部，前磁鼓王國參謀。
- 克羅馬利蒙（Kuromarimo；演員：安東·大衛·傑夫薩）

白鐵海賊團幹部，前磁鼓王國事務官。
- Sir·克洛克達爾／Mr.0（Sir Crocodile / Mr. 0；演員：喬·曼格尼洛）

巴洛克華克社長，「王下七武海」之一，沙礫果實能力者。

#### 海軍
- 蒙其·D·卡普（Monkey D. Garp；演員：文生·雷根）

配音：中博史（日本）
海軍中將，魯夫的爺爺，多拉格的父親，後來成為克比的師傅。
- 克比（；演員：摩根·戴維斯（英语：Morgan Davies））

配音：土井美加（日本）；賴緯（台灣）
海軍新兵，亞爾麗塔海賊團的奴隸兼航海士，與魯夫相遇被解救，一直夢想成為一名海軍，後來加入卡普的部隊。
- 貝魯梅伯（Helmeppo；演員：艾丹·斯科特（Aidan Scott））

配音：永野廣一（日本）；張至超（台灣）
海軍新兵，蒙卡的兒子，仗著父親的海軍上校身分仗勢欺人，後來加入卡普的部隊。
- 波卡托（Bogard；演員：亞蒙·奧坎普（Armand Aucamp））

配音：竹本英史（日本）；張至超（台灣）
海軍將校，卡普的得力助手。
- 蒙卡（；演員：朗利·柯克伍德）

配音：銀河萬丈（日本）；張騰（台灣）
海軍上校，駐紮在謝爾茲鎮的，貝魯梅伯的父親。
- 烏卡利（Ukkari；演員：理查德·萊特-佛斯（Richard Wright-Firth））

配音：王希華（台灣）
海軍士兵，駐紮在謝爾茲鎮，被娜美打昏偷走身上海軍制服。
- 芬布迪（Fullbody；演員：吉恩·亨利（Jean Henry））

配音：石川英郎（日本）；張至超（台灣）
海軍上尉，巴拉蒂的顧客。
- 老鼠（；演員：羅利·阿克頓·伯奈爾（Rory Acton Burnell））

配音：西脇保（日本）；賴緯（台灣）
海軍上校，被海賊惡龍所收買。
- 斯摩格（Smoker；演員：卡勒姆·克爾）

海軍上校，駐紮在羅格鎮，吃下冒煙果實能力的冒煙人。
- 幼年斯摩格（演員：馬修·萊克（Matthew Leck））

- 達絲琪（Tashigi；演員：茱莉亞·雷瓦爾德（Julia Rehwald））

海軍上士，駐紮在羅格鎮，斯摩格的直屬部下。

#### 王族
- 瓦波爾（Wapol；演員：羅布·科萊蒂（Rob Colletti））

原磁鼓王國國王，吃下吞吞果實能力的吞食人。
- 納菲魯塔利·寇布拉（Nefertari Cobra；演員：山德希爾·拉曼穆西（英语：Sendhil Ramamurthy））

阿拉巴斯坦王國第12代國王，薇薇的父親。
- 尹卡蘭姆（Igaram；演員：雲達·托馬斯（英语：Yonda Thomas））

阿拉巴斯坦王國護衛隊長，巴洛克華克臥底時期暱稱「Mr.8」

#### 平民
- 瑪姬（；演員：凱瑟琳·史蒂芬斯（Kathleen Stephens））

配音：大本眞基子（日本）；高嘉鎂（台灣）
佛夏村的一家酒吧女老闆，對小時候的魯夫很照顧。
- 莉佳（；演員：卡姆丁·加里（Kamdynn Gary））

配音：宇和川惠美（日本）；張乃文（台灣）
住在謝爾茲鎮的少女，莉莉佳的女兒。
- 莉莉佳（Ririka；演員：妮可·傅康（英语：Nicole Fortuin））

配音：疋田由香里（日本）；高嘉鎂（台灣）
謝爾茲鎮食店老闆娘。
- 布多爾（Boodle；演員：琳賽·里爾頓（Lindsay Reardon））

配音：岩崎博（日本）；王辰驊（台灣）
橘子鎮鎮長。
- 可雅（；演員：塞萊斯特·盧茨（Celeste Loots））

配音：國府田麻理子（日本）；吳佳樺（台灣）
西羅布村大宅繼承人，騙人布的兒時玩伴。
- 梅利（；演員：布雷特·威廉斯（Brett Williams））

配音：土門仁（日本）；符爽（台灣）
西羅布村村民，原作該角為可雅家管家，本劇設定為律師。
- 潘吉娜（Banchina；演員：香緹·葛人傑（Chanté Grainger））

配音：高嘉鎂（台灣）
西羅布村村民，騙人布的母親，耶穌布的妻子。
- 莫寧（；演員：尼基·雷貝洛（Nicky Rebelo））

配音：王辰驊（台灣）
西羅布村村長。
- 霜月克伊娜（Shimotsuki Kuina；演員：奧黛麗·西蒙（Audrey Cymone））

配音：豐嶋真千子（日本）；吳佳樺（台灣）
霜月村村民，索隆的兒時玩伴，也是劍術高超的女劍士。
- 霜月耕四郎（Shimotsuki Koushirou；演員：內森·卡斯特（Nathan Castle））

配音：乃村健次（日本）；宋克軍（台灣）
霜月村村民，索隆的劍術師傅，克伊娜的父親。
- 哲普（；演員：克雷格·費布雷斯（英语：Craig Fairbrass））

配音：樋浦勉（日本）；孫中台（台灣）
海上餐廳芭拉蒂的老闆兼主廚，香吉士的師傅，原廚師海賊團船長。
- 帕提（；演員：布拉沙德·梅威瑟（Brashaad Mayweather））

配音：稻田徹（日本）；王辰驊（台灣）
芭拉蒂的廚師，香吉士的同事。
- 沐蒂（；演員：琥珀·霍薩克（Amber Hossack））

配音：内海安希子（日本）
芭拉蒂的客人，芬布迪的女伴。
- 摩切爾（Motzel；飾演：大衛·穆勒（David Muller））

配音：王辰驊（台灣）
芭拉蒂的客人。
- 虹子（；演員：奇奧瑪·烏梅拉（Chioma Umeala））

配音：山崎和佳奈（日本）；連思宇（台灣）
可可亞西村村民，娜美的義姐。
- 幼年虹子（演員：凱莉·阿什菲爾德（Kylie Ashfield））

配音：山崎和佳奈（日本）；連思宇（台灣）
- 源造（；演員：格蘭特·羅斯（Grant Ross））

配音：鹽屋浩三（日本）；王辰驊（台灣）
可可亞西村的義警。
- 貝爾梅爾（Bellemere；演員：吉娜·加洛維（Genna Galloways））

配音：日高範子（日本）；高嘉鎂（台灣）
可可亞西村村民，娜美的養母。
- 賣一刀（Ipponmatsu；演員：詹姆斯·博之·廖）

羅格鎮武器店的老闆。
- 可樂克斯（Crocus；演員：克萊夫·羅素（英语：Clive Russell））

雙子岬看守人，原羅傑海賊團船醫。
- 多魯頓（Dalton；演員：蒂龍·基奧（英语：Tyrone Keogh））

磁鼓王國守備隊長，吃下牛牛果實能力的野牛人。
- Dr.古蕾娃（Dr. Kureha；演員：凱蒂·薩加爾）

磁鼓王國的139歲老婆婆醫生，喬巴的醫術導師。
- Dr.西爾爾克（Dr. Hiruluk；演員：馬克·哈雷利克）

磁鼓王國的庸醫，喬巴的養父。

#### 罪犯
- 蒙其·D·多拉格（Monkey D. Dragon；演員：里戈·桑切斯（Rigo Sanchez）、迪恩·達蒙斯（Dean Damonse）〈青年時期〉）

革命軍首領，魯夫的父親，卡普的兒子。
- 西格（；演員：泰默·布賈克（Tamer Burjaq））

配音：岸野幸正（日本）；張騰（台灣）
惡劣的山賊頭領，曾在酒吧羞辱傑克。
- Mr.7（Mr. 7；演員：本·卡西馬雷（Ben Kgosimore））

配音：竹內良太（日本）；張至超（台灣）
巴洛克華克開拓特務，邀請索隆加入巴洛克華克，但反而被索隆斬殺，其屍體被索隆拿去謝爾茲鎮的海軍支部換取賞金。原作僅提及姓名，於本劇登場。
- Mr.9（Mr. 9；演員：丹尼爾·拉斯克（Daniel Lasker））

巴洛克華克開拓特務。
- Mr.5（Mr. 5；演員：卡姆魯斯·強森（Camrus Johnson））

巴洛克華克高級特務，吃下炸彈果實能力的炸彈人。
- Miss.情人節（Miss Valentine；演員：潔札拉·潔絲琳（Jazzara Jaslyn））

巴洛克華克高級特務，吃下輕飄飄果實能力的體重人。
- Mr.3（Mr. 3；演員：大衛·達斯馬齊連）

巴洛克華克高級特務，吃下融化果實能力的蠟燭人。
- Mr.黃金週（Miss Goldenweek；演員：蘇菲亞·安·卡魯索）

巴洛克華克高級特務。

## 劇集列表

### 第1季（2023年）
| 總集數 | 集數 （季） | 標題           | 導演            | 編劇                                                           | 上線日期      |
| ------ | ----------- | -------------- | --------------- | -------------------------------------------------------------- | ------------- |
| 1      | 1           | 冒險的黎明     | 馬克·約斯特     | 史蒂芬·前田、麥特·歐文斯                                       | 2023年8月31日 |
| 2      | 2           | 戴草帽的男子   | 馬克·約斯特     | 伊恩·斯托克斯                                                  | 2023年8月31日 |
| 3      | 3           | 胡扯無對證     | 艾瑪·沙利文     | 麥特·歐文斯、達馬尼·約翰遜                                     | 2023年8月31日 |
| 4      | 4           | 海賊來了       | 艾瑪·沙利文     | 蒂芬妮·格雷希勒、湯姆·海德曼                                   | 2023年8月31日 |
| 5      | 5           | 芭拉蒂歡迎您！ | 提姆·紹瑟姆     | 勞拉·雅克敏                                                    | 2023年8月31日 |
| 6      | 6           | 大廚與打雜小弟 | 提姆·紹瑟姆     | 史蒂芬·前田、迪亞哥·古鐵雷斯                                   | 2023年8月31日 |
| 7      | 7           | 魚紋身的女孩   | 約瑟夫·烏拉迪卡 | 蒂芬妮·格雷希勒、伊恩·斯托克斯、艾利森·溫特勞布、林賽·格爾凡德 | 2023年8月31日 |
| 8      | 8           | 東方藍頭號惡人 | 約瑟夫·烏拉迪卡 | 麥特·歐文斯、史蒂芬·前田                                       | 2023年8月31日 |

## 製作

### 發展
2017年6月6日，由《週刊少年Jump》主編中野博之宣布，由明日製片室（Tomorrow Studios）、Netflix和集英社開發製作《ONE PIECE》的美國真人電視劇。由尾田榮一郎與明日製片室擔任首席製作人。馬蒂·安德爾斯坦與貝姬·克萊門茨（Becky Clements）一起擔任該劇的執行製片人，另外由史蒂芬·前田擔任節目統籌，以及麥特·歐文斯擔任執行製作人兼編劇。據透露，該劇將從東海篇開始，還表示製作成本可能會創下新紀錄。

### 選角

#### 第1季
2021年11月，以懸賞單形式公開草帽海賊團的演員陣容：伊納基·高代飾演蒙其·D·魯夫、新田真劍佑飾演羅羅亞·索隆、艾蜜莉·路德飾演娜美、雅各·吉勃遜飾演騙人布及塔茲·史蓋勒飾演賓什莫克·香吉士。
2022年3月，公開追加演員名單：摩根·戴維斯飾演克比、伊利亞·伊索雷利斯·保利諾（Ilia Isorelýs Paulino）飾演亞爾麗塔、艾丹·史考特（Aidan Scott）飾演貝魯梅伯、傑夫·沃德飾演巴其、麥金萊·貝爾徹三世飾演惡龍、文生·雷根飾演蒙其·D·卡普和彼得·蓋吉奧特飾演傑克。6月，公開追加演員名單：亞歷山大·馬尼亞蒂斯（Alexander Maniatis）飾演克洛、史蒂文·沃德（Steve Ward）飾演喬拉可爾·密佛格、克雷格·費布雷斯飾演哲普、朗利·柯克伍德飾演蒙卡、塞萊斯特·盧茨（Celeste Loots）飾演可雅以及奇奧瑪·烏梅拉（Chioma Umeala）飾演虹子。

#### 第2季
2024年6月，公開第2季演員陣容：丹尼爾·拉斯克（Daniel Lasker）飾演Mr.9、卡姆魯斯·強森（Camrus Johnson）飾演Mr.5、潔札拉·潔絲琳（Jazzara Jaslyn）飾演Miss.情人節、大衛·達斯馬齊連飾演Mr.3、克萊夫·羅素飾演可樂克斯、維爾納·庫澤飾演東利、布倫丹·莫里（Brendan Murray）飾演布洛基、卡勒姆·克爾飾演斯摩格、茱莉亞·雷瓦爾德（Julia Rehwald）飾演達絲琪、羅布·科萊蒂（Rob Colletti）飾演瓦波爾以及蒂龍·基奧飾演多魯頓 。
2024年8月，公開追加演員名單：凱蒂·薩加爾飾演Dr.古蕾娃、馬克·哈雷利克飾演Dr.西爾爾克、山德希爾·拉曼穆西飾演納菲魯塔利·寇布拉以及查瑞夫拉·強德蘭飾演納菲魯塔利·薇薇／Miss 星期三。
2024年9月，Netflix於「Geeked Week 2024」活動上公開追加演員名單：喬·曼格尼洛飾演Sir·克洛克達爾／Mr.0以及蕾拉·阿波娃飾演妮可·羅賓／Miss 星期日。此外，活動上亦搶先曝光了多尼多尼·喬巴的背影。

### 拍攝

#### 第1季
史蒂芬·前田正式宣佈主體拍攝於2022年1月31日開始進行，並於2022年8月22日完成拍攝。

#### 第2季
第2季原定於2024年6月開始拍攝。2024年7月1日，Netflix宣布第2季已於南非開拍。

## 營銷
2023年6月17日，《航海王》的首播日期和正式預告片由主要演員親自在巴西聖保羅伊比拉布埃拉公园的第四屆Tudum大會中揭示。整個介紹活動都在伊比拉布埃拉大礼堂現場直播，並在Netflix官方YouTube頻道上播出。這個為期三天的活動從6月16日持續到18日，包括一個以《航海王》為主題的互動體驗活動，其中包括了公園內Bienal展館內的前進梅利號的真人大小複製品。
2023年6月29日，該系列的促銷網站正式啟動。被稱為「草帽海賊團」的網站提供了幕後內容以及製作自定義懸賞令海報的部分。2023年7月21日，Netflix發布了官方預告片和尾田榮一郎的個人信函。
2023年8月10日，Netflix宣布了系列首播前全球粉絲慶祝活動的日期和地點。被定位為「草帽大家族全球結盟」的活動計劃包括於8月24日在加利福尼亞州圣莫尼卡的聖莫尼卡碼頭舉行的第一集放映會。其他城市和舉行實體粉絲慶祝活動的日期包括巴黎（8月29日），雅加達、東京、米蘭和馬尼拉（8月30日），以及墨西哥城、里約熱內盧和曼谷（8月31日）。德國也計劃在首映日舉行虛擬粉絲活動。全球慶祝活動中的重要賣點，為前進梅利號的真人複製品於8月31日至9月10日期間在科帕卡巴納海灘展出。
2023年8月30日，Netflix發布了該系列的最終預告片。
2023年9月15日，Netflix宣布續訂第2季；尾田榮一郎亦說「草帽一行人需要船醫」，暗示第2季將出現多尼多尼·喬巴。

## 評價
根據评论聚合网站爛番茄報告指出，40位評論家中有83%給予這個系列節目正面評價，觀眾評價更達到95%。評論家一致認為：「《航海王》捕捉到了其深受喜愛的原著精髓，以一種迷人、富有愛心的改編方式，應該能夠娛樂住長期粉絲和耐心等待的新觀眾。」
在Metacritic上，根據20位評論家的評價，這個系列節目獲得了67分的加權平均分，用家評分8.0  顯示「總體上評價良好」。

## 外部連結
- 互联网电影数据库（IMDb）上《ONE PIECE》的资料（英文）
- 在Netflix上觀看《ONE PIECE》